# 高白齋記
『高白齋記』（こうはくさいき）是戰國時代的記錄史料。一般認為是以甲斐武田氏的用務日誌等成立的日記。「高白齋」被認為是原作者武田家臣駒井政武的號。別稱『甲陽日記』、『高白齋日記』。

## 內容
和『勝山記』、『塩山向嶽庵小年代記』等同為武田氏相關的記錄史料。內容從明應7年（1498年）武田信虎出生到天文22年（1553年）武田義信的祝儀為止約56年間的記錄。原本、成立事情等皆不明。